# Viridigona
Viridigona är ett släkte av tvåvingar. Viridigona ingår i familjen styltflugor.

## Arter inomViridigona[1]
- Viridigona albisigna
- Viridigona amazonica
- Viridigona argyrotarsis
- Viridigona asymmetrica
- Viridigona beckeri
- Viridigona bisetosa
- Viridigona cecilia
- Viridigona costaricensis
- Viridigona flavipyga
- Viridigona guana
- Viridigona limona
- Viridigona longicornis
- Viridigona longiseta
- Viridigona magnifica
- Viridigona merzi
- Viridigona mexicana
- Viridigona minima
- Viridigona nigrisigna
- Viridigona panamensis
- Viridigona papallacta
- Viridigona ponti
- Viridigona puntarena
- Viridigona rondinha
- Viridigona subrondinha
- Viridigona teutonia
- Viridigona thoracica
- Viridigona tinalandia
- Viridigona viridis